# Augusto Reis Machado
Augusto Reis Machado nasceu em Lisboa, Portugal, em 16 de junho de 1887 e faleceu na sua cidade natal em 2 de abril de 1966. Era filho de António de Oliveira Machado, irmão do compositor e maestro Augusto de Oliveira Machado e de Isabel Reis, da família do diplomata Jaime Batalha Reis.
Professor, pedagogo, escritor, ensaísta, autor de uma vasta obra publicada e por publicar a título póstumo, de História de Portugal e de Filosofia, «(...) era um dos nossos mais distintos professores do Ensino Liceal. (...) Com colegas, com os alunos, viveu em comunicação de ideias e conhecimentos, nas aulas, nas livrarias, nos centros de convívio, nas conferências.
No Liceu Normal de Lisboa educou sucessivas gerações de alunos, muitos dos quais foram depois seus colegas e todos ficaram seus amigos. Mas nem só no liceu o dr. Reis Machado marcou lugar entre os primeiros, já que a sua actividade cultural e pedagógica a prolongava pelo livro, tanto no livro escolar como no volume de erudição e investigação ou no de divulgação.
Nas tertúlias literárias, como por exemplo naquele grupo de que era figura saliente António Sérgio, um dos seus grandes amigos, o lugar do dr. Reis Machado era de relevo. Outro seu amigo muito querido era o padre Joaquim Alves Correia (...) e a pedido do dr. Reis Machado, o artista Júlio Vaz Júnior, que era seu sogro, faria um busto notável daquele sacerdote e pensador.
(...) era natural de Lisboa onde nascera em 1887. Tirara a sua licenciatura na Universidade de Lisboa, em 1915, e o curso da Escola Normal Superior completara-o em 1918. Em 1923 colaborou na revista Homens Livres . Desde 1934 que era professor metodólogo de História e Filosofia do Liceu Pedro Nunes.»

## Pensamento: «O Problema Português»
Em Portugal há um importantíssimo problema a resolver, problema que lhe é muito próprio, que domina toda a sua vida e se faz sentir em todas as suas manifestações. É o problema da existência duma organização político-social caracterizada pelo predomínio de vários grupos de indivíduos, que exclusivamente tratam dos seus interesses em detrimento dos interesses gerais. Esta organização é bem conhecida em história: é o chamado regime oligárquico-parasitário.
Tem dado cabo de várias sociedades: a ateniense, a cartaginesa, a romana… Tomou conta de Portugal há cerca de quatro séculos; desde então domina-o, apesar de todas as revoluções, e se Portugal não fosse tão robusto, não tivesse tantas e tão boas qualidades, já teria desaparecido. Tem feito com que, há muitos e muitos anos, a vida seja mais cara e pior do que na maior parte dos outros países, com que o ouro brasileiro e os empréstimos do Estado (e tão numerosos e avultados têm sido!), em vez de largamente beneficiarem a nação, tenham desaparecido numa formidável voragem, mal deixando umas escolas, uns caminhos de ferro, umas pontes, umas estradas…
Vejamos como.
Pela exploração erigida em exemplo. A exploração rendosa, fortemente rendosa sem grande trabalho, sem grande risco, realizada por um reduzido número de indivíduos que, através os tempos e sob designações diferentes, têm conseguido, mais ou menos, amontoar fortunas: a exploração do Estado, a exploração do povo, a exploração do preto, a exploração do emigrante… E assim, (em face do exemplo vindo de alto), o ideal da maioria dos portugueses passa a ser também explorar: explorar o emprego público, explorar o patrão, explorar o caixeiro, explorar o freguês, explorar o rendeiro, explorar o inquilino, explorar o proprietário, explorar o aluno, explorar o professor… explorar, explorar, explorar. Triste hierarquia de exploradores! Aqueles indivíduos, a quem se pode dar o nome comum de capitalistas, têm tido nos países verdadeiramente civilizados uma função utilíssima. Pelos seus vastos empreendimentos, pelas suas rasgadas iniciativas têm contribuído para a abertura de canais, túneis, aproveitamento de quedas de água, de minas, arroteamento de terrenos, etc. etc., e, não contentes com isso, como querendo dar ao país a que pertencem satisfação pelas fabulosas quantias assim obtidas, fundam hospitais, asilos, bibliotecas, universidades… Mais ainda, contribuem também, embora indirectamente, para que colabore em tamanha obra, sinta o poder criador e transformador do homem, uma enorme massa de gente (o proletariado) que, mercê da desproporção entre os lucros recíprocos, tem travado uma incessante luta em que se vai educando na conquista sucessiva de maiores regalias e de maior justiça.
E porque não sucede o mesmo em Portugal?
Porque Portugal perdeu há cerca de quatro séculos, após os descobrimentos e conquistas ultramarinas, as condições normais da vida social. E os novos moldes e o novo espírito que a civilização foi elaborando não puderam ser assimilados devidamente pelo viciado organismo português. Nele não existe, portanto, fortemente vividos, a noção dos direitos e deveres inerentes a uma sociedade moderna normal, o sagrado respeito pela personalidade humana. E por consequência domina o espírito explorador, antítese de tal atitude.
Vindos, aliás de longe, aquela noção e aquele respeito, definiram-se, precisaram-se, completaram-se sobretudo nos séculos em que Portugal, alheado do mundo europeu, parasitava…
Consequentemente não existem em Portugal elites directivas (os que as deviam, por natureza, constituir, encontram-se, na generalidade, ao serviço das oligarquias), não existe uma opinião pública consciente, uma atmosfera moral que a todos imponha uma atitude caracteristicamente humana, que eleve os portugueses na pura e plena espiritualização duma superior obra a realizar. (...)
Qual o remédio?
Dar consciência à nação. Afastá-la da triste crença em elixires salvadores, que pretendentes ao poder, bem ou mal intencionados, lhe inculcam, e levá-la a intervir enérgica e inteligentemente na vida política, a impor-se aos governantes de forma que o Estado deixe de ser um instrumento de interesses particulares, mas o genuíno representante do interesse colectivo, impor-se não por meio de bombas, canhões ou baionetas, mas por meio do jornal, do livro, do folheto, da conferência, do comício (armas quase só manobradas até hoje, em Portugal, pelos oligarcas e seus serventuários), impor-se em suma, por meio dum movimento nacional dos espíritos, forte, consciente, profundo, superior a todos os partidos, seitas, bancos ou companhias, que parta do que há de melhor na sociedade portuguesa, dos que são explorados e não exploram, dos que honestamente vivem do seu trabalho, dos que sentem o que há de espiritual na vida. Só um movimento com este carácter pode fazer desaparecer a organização oligárquico-parasitária que esmaga Portugal e transformá-lo numa sã, próspera, verdadeira democracia, considerada como o regime em que os membros duma colectividade intervêm conscientemente no governo dessa colectividade.
Nefelibatismo? Utopia?
É assim que nos países civilizados, sobretudo nos tempos modernos, têm sido resolvidos, os mais graves problemas.(...).»

## Algumas das suas obras publicadas
- «Breve História da Nação Portuguesa», 1939, Livraria Popular, Lisboa
- «O Pensamento do Rei D. Pedro V», 1941, Livraria Avelar Machado, Lisboa
- «Vida Espiritual», 1927, Aillaud e Bertrand
- «Antologia Histórico-Sociológica», 1964, Livraria Morais Editora, Lisboa
- «Contribuições para o Ensino da História nos Liceus», 1926
- «Hábitos e costumes dos portugueses segundo observações de autores estrangeiros» (em colaboração com Pedro de Azevedo), Revista Lusitana-volume 24
- «Quadros Sincrónicos da História da Civilização»
- «Índice Analítico da História da Administração Pública em Portugal de Henrique da Gama de Barros»
- «Catálogo Bibliográfico das Obras Estrangeiras sobre Portugal Existentes na Biblioteca Nacional», Anais da Bibliotecas e Arquivos, de Julho de 1920 a Setembro de 1922
- «Verdadeira informação das terras do Preste João das Índias pelo Padre Francisco Álvares». Prefaciada, anotada e actualizada na grafia por Augusto Reis Machado», 1943
- «Livro em que dá relação do que viu e ouviu no Oriente Duarte Barbosa.» Introdução e notas de Augusto Reis Machado, 1946
- «Vida de Dom Frei Bartolomeu dos Mártires. Com prefácio e notas do prof. Augusto Reis Machado», 1946
- «Itinerário da Índia por terra até à Ilha de Chipre. Por Frei Gaspar de S. Bernardino. Introdução e notas por Augusto Reis Machado», 1953
- «Cartas sobre a Sociedade e os Costumes de Portugal 1778-1779 de Arthur William Costigan. Tradução e notas por Augusto Reis Machado», 1946, Ática, Lisboa

### Obras por publicar a título póstumo
- «O Problema Português e a Política Salazarista», 1966